# Kudjak Island
Kudjak Island är en ö i Kanada.   Den ligger i territoriet Nunavut, i den östra delen av landet, 2 300 km norr om huvudstaden Ottawa.
Terrängen på Kudjak Island är mycket platt.